# 吉多·范德加德
吉多·范德加德（Giedo van der Garde，1985年4月25日—），出生于荷兰雷嫩，是前一级方程式锦标赛车手，曾效力于卡特汉姆车队担任主力车手，并在索伯车队担任过第三车手兼试车手。2016年起开始参加世界耐力錦標賽。

## 职业生涯

### 卡丁车
范德加德在他的卡丁车生涯中赢得过多次胜利。1998年，他获得了荷兰卡丁车锦标赛的冠军。2001年，他在Super A比赛中获得了最佳新人称号，并在下一年的比赛中获得了世界冠军。

### 雷诺方程式

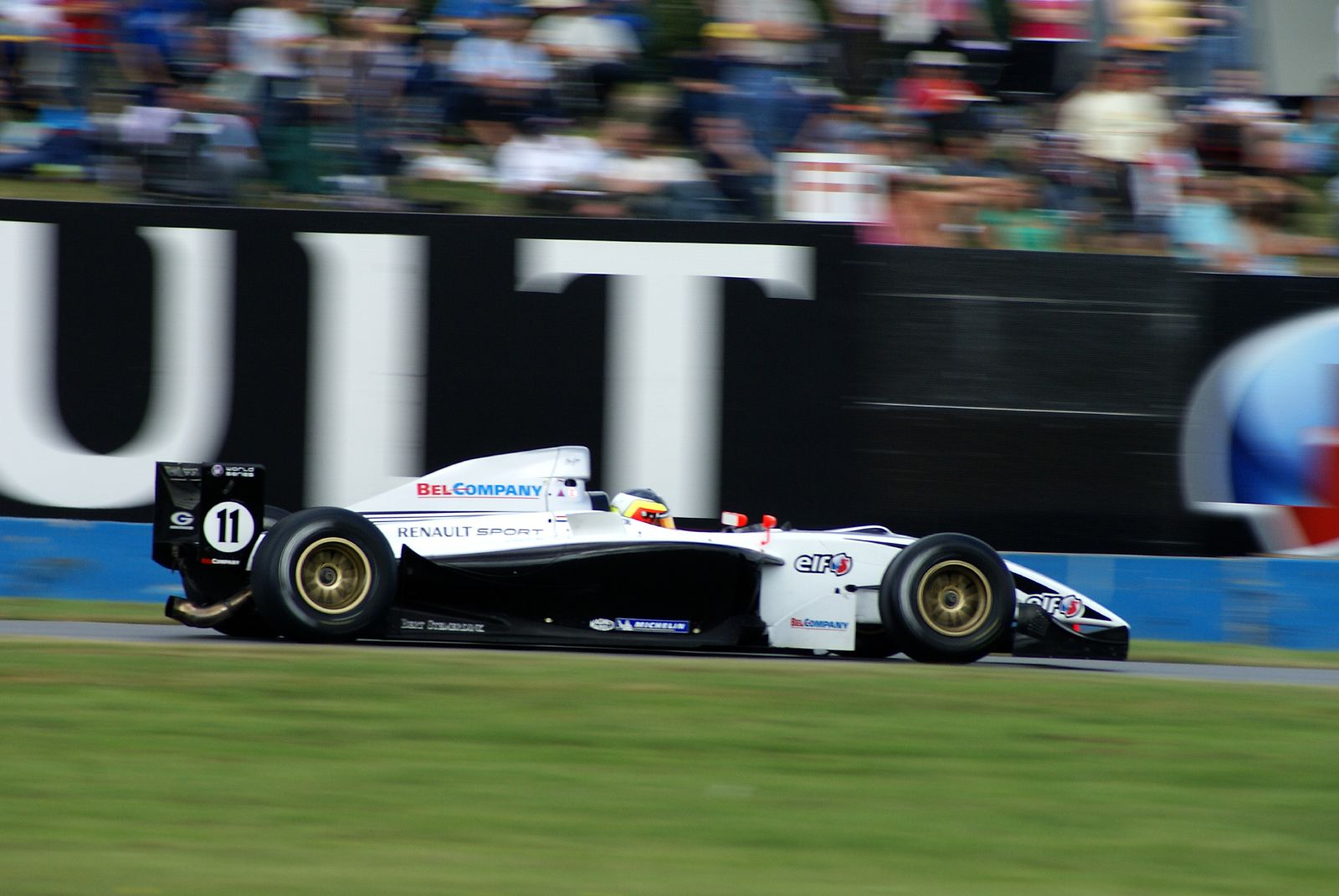
2007年范德加德驾驶Victory Engineering的赛车在雷诺方程式3.5系列赛上

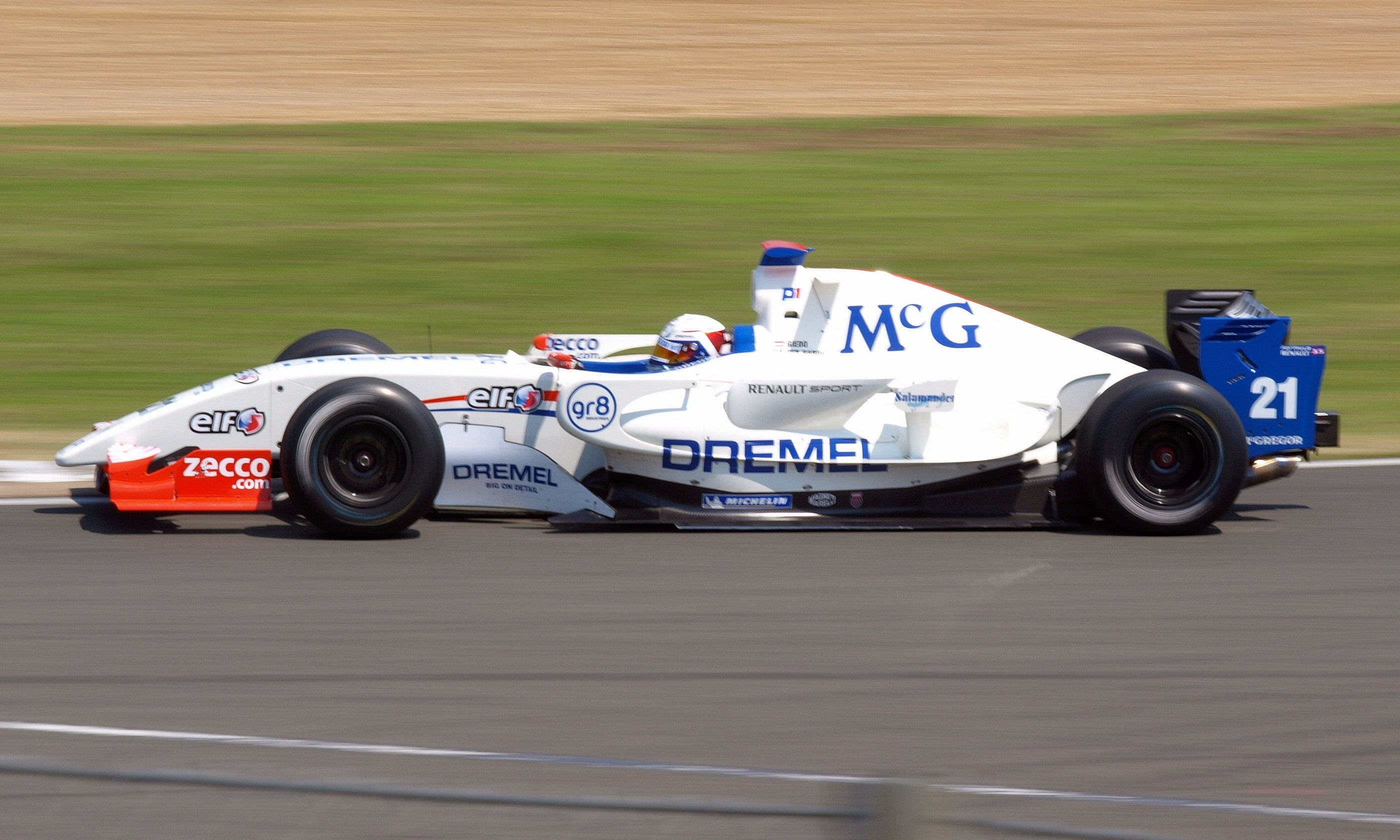
2008年范德加德驾驶P1 Motorsport的赛车在银石赛道上

2003年，范德加德进入了方程式赛车比赛。他首先代表荷兰的凡阿默斯福特车队（Van Amersfoort Racing）参加了雷诺方程式2000锦标赛，获得第6。鉴于他在比赛上的表现，他获选进入了雷诺车队的车手发展项目。

### 三级方程式
2004年，范德加德代表签名车队（Signature Team）参加了三级方程式欧洲系列赛。他在赛季末的成绩仅排第9，因而被雷诺车手发展项目除名。2005年，他转投罗斯伯格车队（Team Rosberg），再一次获得第9名。
2006年，范德加德加入ASM车队。这支车队在2005赛季凭借旗下车手刘易斯·汉密尔顿和艾德里安·苏蒂尔的表现问鼎冠军，而在2006赛季，它的车手保罗·迪·雷斯塔和塞巴斯蒂安·维特尔又再次夺得冠亚军。在该赛季中，范德加德获得第6，并赢得一个分站赛冠军。他在这赛季是车速最快的四名选手之一，但坏运气和机械故障使他没能取得更出色的成绩。

### 雷诺方程式3.5系列赛
2006年12月17日，范德加德宣布他将加入Victory Engineering车队，参加2007赛季的雷诺方程式3.5系列赛。尽管驾驶着强劲的赛车，但他在这个赛季还是和领奖台擦肩而过，在各分站只取得第5或第6的成绩，并在赛季终排名第6，这个成绩在参赛的新手中位列第三。在2007年，他还收到了多个GP2车队的试车邀请。
2008年，范德加德与P1车队签约，继续参加雷诺方程式3.5系列赛。在赛季初的斯帕赛道和蒙扎赛道的两场比赛中，他都夺得了冠军，取得了开门红。此后，他也保持着优势，并提前两站夺得了赛季冠军。

### GP2系列赛

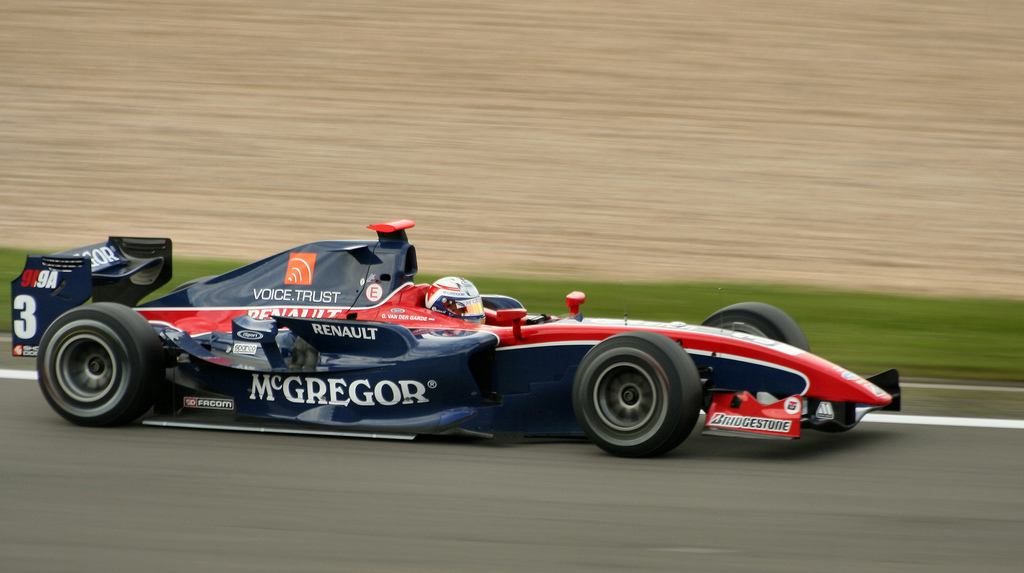
2009年范德加德驾驶iSport International的赛车在GP2系列赛纽伯格林赛道上

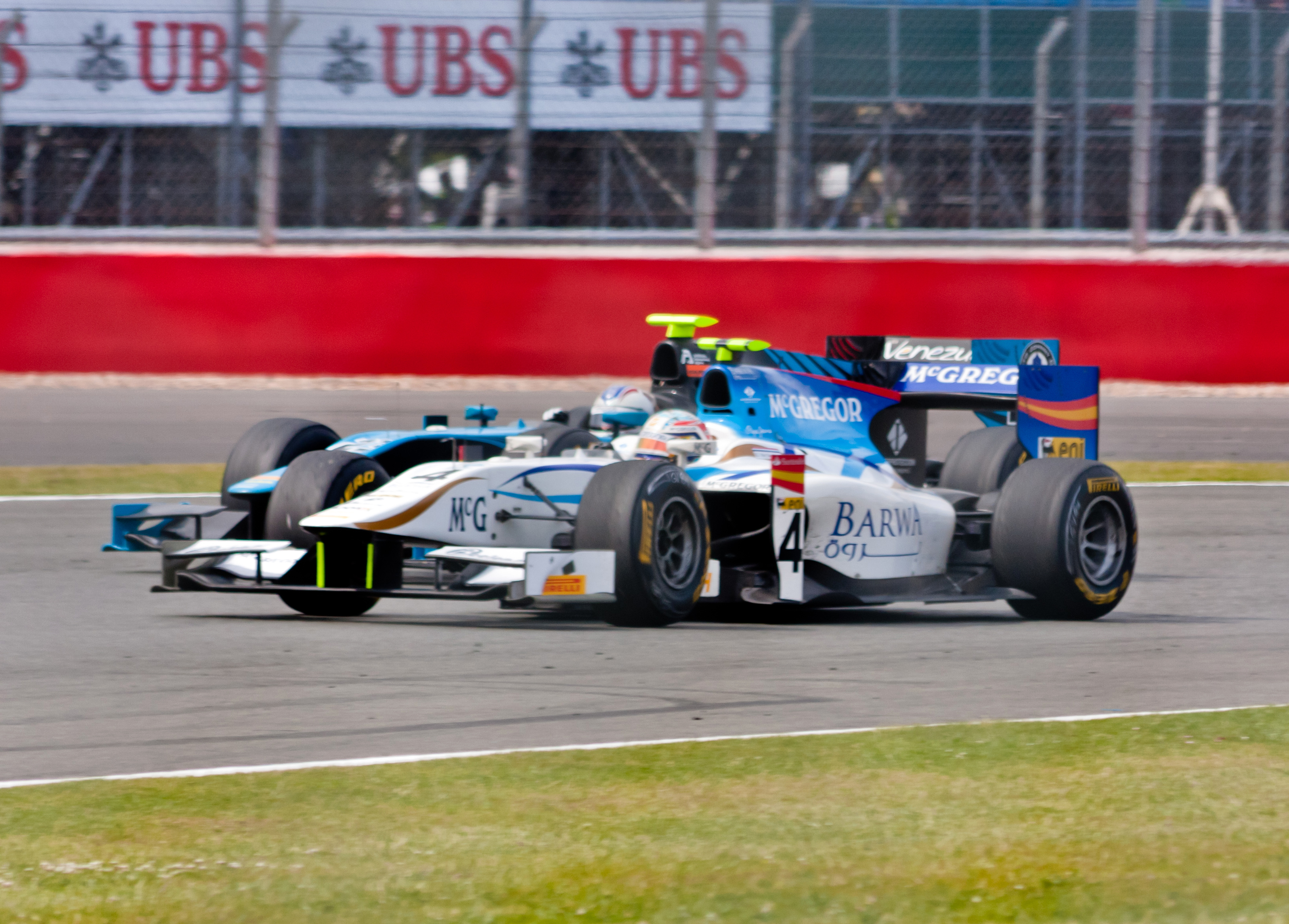
2011年范德加德驾驶Barwa Addax赛车在GP2英国站中

2008年，范德加德加入iSport Internationa车队，开始了GP2系列赛的生涯。。在2009赛季的匈格罗宁赛道，他赢得了此项赛事的首胜。在这个赛季中，他还赢得了两次分站胜利，最终排名第7。
2010年，范德加德转投Barwa Addax车队，依然在GP2的车手榜上位列第7，他的队友塞尔希奥·佩雷斯夺得了亚军。
2011年，范德加德与车队续约，查尔斯·皮克取代进入F1的佩雷斯成为他的队友。他最终取得车手季军，排名在罗曼·格罗斯让和儒勒·比安奇之后。他在这个赛季的西班牙分站取得了在GP2的首个杆位和最快圈速，之后又在摩纳哥分站取得杆位。但由于事故和种种原因，他最终在车手榜上不敌格罗斯让和比安奇。
2012年，作为成为卡特汉姆车队试车手的合约条件，范德加德加入该车队的GP2队，与鲁道夫·冈萨雷斯（Rodolfo González）成为队友。他在这赛季赢得西班牙和新加坡的分站冠军，但在最终车手榜只得第6.

### 一级方程式

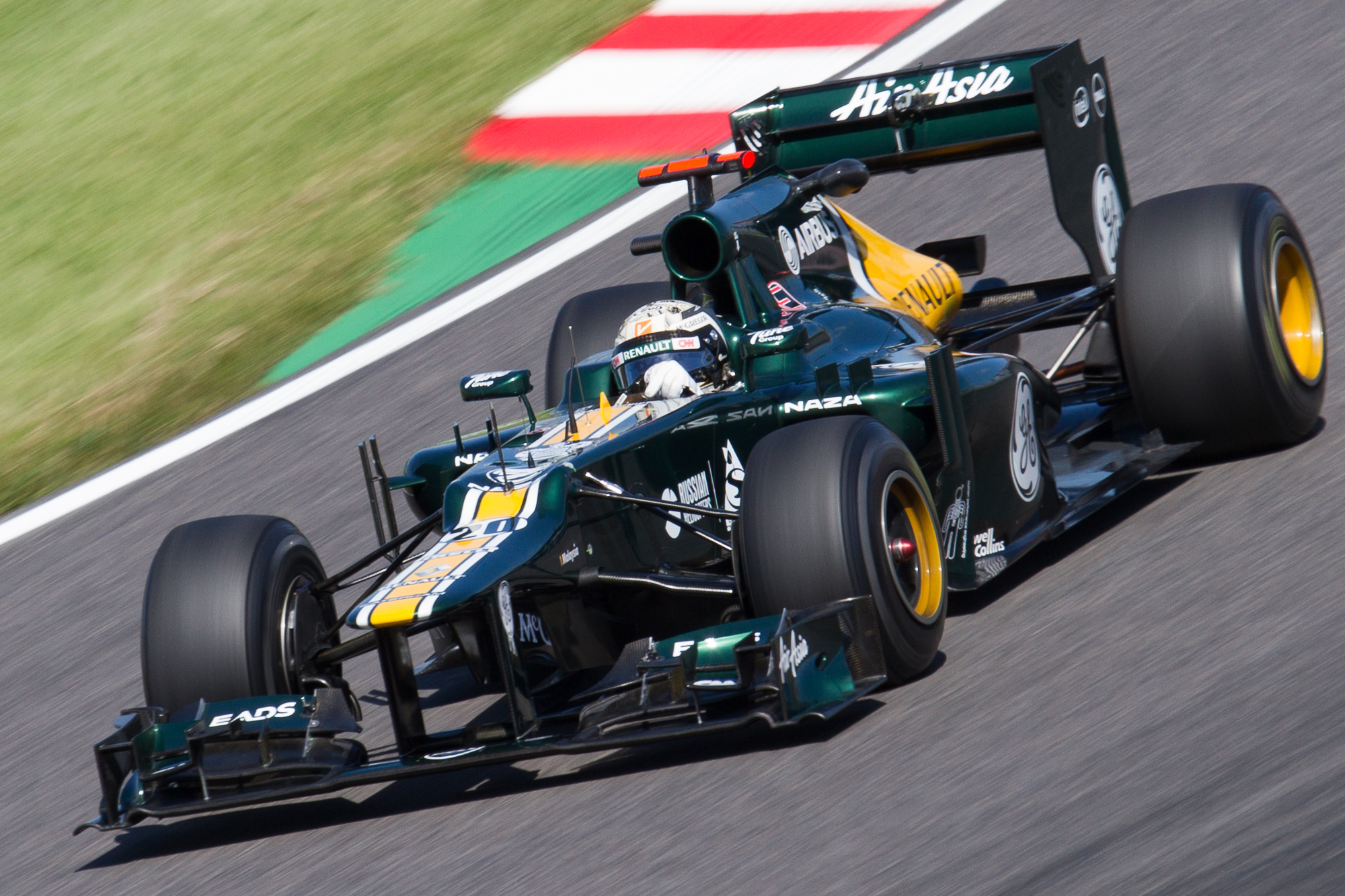
范德加德为卡特汉姆车队出赛2012年日本大奖赛的练习赛

2006年，范德加德就进入了迈凯伦车队的青年车手项目。同年12月15日超级亚久里车队宣布他将成为车队在2007赛季的试车手。
2007年2月1日，世爵车队却意外地宣布范德加德将成为该队的试车手。第二天，超级亚久里车队否认他与车队解约，并声明他们的合约已于1月27日提交给了国际汽联 。
最终范德加德在6月20日参加了世爵车队在银石赛道的测试，意味着这一合约纠纷已经解决。世爵车队本计划让他参加2007年澳大利亚大奖赛的练习赛，但由于他迟迟未能取得国际汽联超级驾照而作罢。
2011年，范德加德成为维珍车队的候选车手之一，但最终比利时车手热罗姆·丹布罗西奥赢得了这一正式车手位置。
2012年2月4日，卡特汉姆车队宣布范德加德将在2012赛季成为试车手。
2013年2月1日，范德加德的经纪人宣布吉多将作为卡特汉姆车队的二号车手，与查尔斯·皮克共同出赛2013赛季。
2014年1月21日，索伯车队宣布签下范德加德，他将担任第三车手及试车手。

## 赛事成绩
| 赛季    | 赛事                 | 车队             | 出赛   | 胜利   | 杆位   | 最快圈速 | 领奖台 | 积分   | 排名   |
| ------- | -------------------- | ---------------- | ------ | ------ | ------ | -------- | ------ | ------ | ------ |
| 2003    | 雷诺方程式2000大师赛 | 凡阿默斯福特车队 | 6      | 0      | 2      | 0        | 3      | 72     | 第6    |
| 2003    | 雷诺方程式荷兰锦标赛 | 凡阿默斯福特车队 | ?      | ?      | ?      | ?        | ?      | 69     | 第4    |
| 2003    | 赞德沃特大师锦标赛   | 凡阿默斯福特车队 | ?      | ?      | ?      | ?        | ?      | ?      | 亚军   |
| 2004    | 三级方程式欧洲系列赛 | 签名车队         | 20     | 0      | 0      | 0        | 2      | 37     | 第9    |
| 2004    | 三级方程式大师赛     | 签名车队         | 1      | 0      | 0      | 0        | 0      | N/A    | 第13   |
| 2004    | 澳门格兰披治大赛车   | 签名车队         | 1      | 0      | 0      | 0        | 0      | N/A    | 第15   |
| 2004    | 巴林超级赛车         | 签名车队         | 1      | 0      | 0      | 0        | 0      | N/A    | 第15   |
| 2005    | 三级方程式欧洲系列赛 | 罗斯伯格车队     | 20     | 0      | 1      | 1        | 2      | 34     | 第9    |
| 2005    | 三级方程式大师赛     | 罗斯伯格车队     | 1      | 0      | 0      | 0        | 0      | N/A    | 第6    |
| 2006    | 三级方程式欧洲系列赛 | ART大奖赛车队    | 20     | 1      | 2      | 0        | 4      | 37     | 第6    |
| 2006    | 三级方程式大师赛     | ART大奖赛车队    | 1      | 0      | 1      | 1        | 1      | N/A    | 亚军   |
| 2007    | 雷诺方程式3.5系列赛  | 胜利工程车队     | 17     | 0      | 0      | 0        | 0      | 67     | 第6    |
| 2007    | 一级方程式           | 世爵车队         | 试车手 | 试车手 | 试车手 | 试车手   | 试车手 | 试车手 | 试车手 |
| 2008    | 一级方程式           | 印度力量车队     | 试车手 | 试车手 | 试车手 | 试车手   | 试车手 | 试车手 | 试车手 |
| 2008    | 雷诺方程式3.5系列赛  | P1车队           | 15     | 5      | 2      | 3        | 8      | 137    | 冠军   |
| 2008–09 | GP2亚洲系列赛        | GFH iSport车队   | 10     | 1      | 0      | 0        | 0      | 11     | 第12   |
| 2009    | GP2系列赛            | iSport国际车队   | 20     | 3      | 0      | 0        | 3      | 34     | 第7    |
| 2009–10 | GP2亚洲系列赛        | Barwa Addax车队  | 2      | 0      | 0      | 0        | 0      | 0      | 第34   |
| 2010    | GP2系列赛            | Barwa Addax车队  | 20     | 0      | 0      | 0        | 4      | 39     | 第7    |
| 2011    | GP2亚洲系列赛        | Barwa Addax车队  | 4      | 0      | 0      | 0        | 2      | 16     | 季军   |
| 2011    | GP2系列赛            | Barwa Addax车队  | 18     | 0      | 1      | 1        | 5      | 49     | 第5    |
| 2012    | 一级方程式           | 卡特汉姆车队     | 试车手 | 试车手 | 试车手 | 试车手   | 试车手 | 试车手 | 试车手 |
| 2012    | GP2系列赛            | 卡特汉姆GP2车队  | 24     | 2      | 2      | 2        | 6      | 160    | 第6    |
| 2013    | 一级方程式           | 卡特汉姆车队     | 19     | 0      | 0      | 0        | 0      | 0      | 第22   |

### 世界一级方程式锦标赛战绩
(图例)粗体为杆位出赛，斜体为最快圈速
| 赛季   | 车队         | 底盘          | 引擎              | 1     | 2     | 3     | 4       | 5      | 6     | 7      | 8     | 9     | 10    | 11    | 12 | 13    | 14    | 15     | 16     | 17    | 18    | 19      | 20    | 名次 | 积分 |
| ------ | ------------ | ------------- | ----------------- | ----- | ----- | ----- | ------- | ------ | ----- | ------ | ----- | ----- | ----- | ----- | -- | ----- | ----- | ------ | ------ | ----- | ----- | ------- | ----- | ---- | ---- |
| 2012   | 卡特汉姆车队 | 卡特汉姆 CT01 | 雷诺 RS27-2012 V8 | 澳    | 馬    | 中 TD | 巴林    | 西     | 摩    | 加     | 欧    | 英    | 德    | 匈    | 比 |       | 新    | 日 TD  | 韩 TD  | 印 TD | 阿 TD | 美      | 巴 TD | NC   | 0    |
| 2013年 | 卡特汉姆车队 | 卡特汉姆CT03  | 雷诺RS27-2013 V8  | 澳 18 | 马 15 | 中 18 | 巴林 21 | 西 Ret | 摩 15 | 加 Ret | 英 18 | 德 18 | 匈 14 | 比 16 | 18 | 新 16 | 韩 15 | 日 Ret | 印 Ret | 阿 18 | 美 19 | 巴西 18 |       | 第22 | 0    |

*賽季進行中。
‡由於未能完成原定賽程的75%，車手只有一半分數。
†未完赛，但已完成赛事总里程的90%。